# Plumelec
Plumelec (bretonsk: Pluveleg) er en fransk kommune i Morbihan-departementet i Bretagne-regionen.

## Demografi
Indbyggere i Plumelec bliver kaldt Méléciens.

## Politik
Borgmester er Léon Guyot. Han startede sin karriere som borgmester i 2001.

## Eksterne links
- Wikimedia Commons har flere filer relateret til Plumelec
- Byen på Sammenslutningen af borgmestre i Morbihan Arkiveret 11. januar 2022 hos  Wayback Machine (fransk)
- Kort over Plumelec på ViaMichelin Arkiveret 14. januar 2013 hos  hos Archive.is (fransk)